# Râsete în paradis
Râsete în paradis (titlul original: în engleză Laughter in Paradise) este un film de comedie englez, realizat în 1951 de regizorul Mario Zampi, protagoniști fiind actorii Alastair Sim, Fay Compton, Guy Middleton și George Cole. 

## Rezumat
Un glumeț practic, Henry Russell, lasă 50.000 de lire sterline fiecăreia dintre cele patru rude ale sale, cu condiția să îndeplinească o sarcină neobișnuită. Când rudele se adună pentru citirea testamentului, sora lui necăsătorită Agnes, află că trebuie să-și câștige existența timp de o lună ca servitoare. Simon, playboy-ul nerăbdător, trebuie să se căsătorească cu prima fată pe care o întâlnește. Herbert, un funcționar bancar, trebuie să încerce să dea o lovitură la bancă, Deniston, ofițerul de armată și romancier pensionat, trebuie să comită o infracțiune mică și să petreacă o lună în închisoare. Fiecare se stăduie sau cel puțin încearcă să îndeplinească condițiile, dar în final constată că banii promiși au fost o farsă.

## Distribuție
- Alastair Sim – Deniston Russell
- Fay Compton – Agnes Russell
- Guy Middleton – Simon Russell
- George Cole – Herbert Russell
- Hugh Griffith – Henry Russell
- Ernest Thesiger – Endicott, executorul lui Henry
- Beatrice Campbell – Lucille Grayson, femeia cu care se căsătorește Simon
- Mackenzie Ward – Benson, majordomul lui Simon
- Joyce Grenfell – Elizabeth Robson, logodnica lui Deniston
- A. E. Matthews – Sir Charles Robson, tatăl Elizabethei
- John Laurie – Gordon Webb, angajatul lui Agnes
- Veronica Hurst – Joan Webb, fiica lui Gordon
- Anthony Steel – Roger Godfrey, detectivul privat angajat de Gordon
- Eleanor Summerfield – Sheila Wilcott, secretara lui Deniston
- Charlotte Mitchell – Ethel, servitoarea lui Agnes
- Leslie Dwyer – sergentul de poliție
- Colin Gordon – agentul de poliție
- Ronald Adam – Wagstaffe, directorul băncii
- Michael Pertwee – Stewart, angajatul băncii
- Mary Germaine – Susan Heath, angajata băncii
- Audrey Hepburn – Frieda
- Noel Howlett – grefierul
- Martin Boddey – detectivul de magazin
- Arthur Howard – pasagerul din tren cu Herbert (nemenționat)

## Trivia
Aceasta a fost prima apariție profesională a lui Hepburn în film (cu excepția unui rol scurt într-un film olandez din 1948 intitulat Olandeză în șapte lecții), cu cele două scene ale ei ca o fată vânzătoare de țigări totalizând 43 de secunde. Ele au fost recreate de Jennifer Love Hewitt în filmul biografic din 2000 The Audrey Hepburn Story